# Vernakalant
El vernakalant (comercialitzat sota el nom de Brinavess) és un fàrmac antiarrítimic per a la conversió aguda d'episodis de fibril·lació auricular. Va ser inicialment desenvolupat pel laboratori Cardiome Pharma, i la seva formulació intravenosa va ser duta a terme per Merck a l'abril de 2009.
És aprovat com a indicació per episodis de fibril·lació auricular de recent començament. No posseeix indicació en flutter auricular.
El setembre de 2012, Merck va rescindir els seus acords amb Cardiome i conseqüentment ha tornat tots els drets del fàrmac enrere a Cardiome. L'11 de desembre de 2007, el comitè de fàrmacs cardiovasculars i renals de la FDA (Administració de medicaments i aliments dels EUA) va votar a favor de l'aprovació de vernakalant, però a l'agost de 2008 la FDA va jutjar que mes informació addicional era necessària per a la seva aprovació. El fàrmac (sota nom de marca Brinavess) va estar aprovat a Europa l'1 de setembre del 2010.
La seva forma oral aquesta actualment en assaigs clínics fase III. La fase II es va desenvolupar entre 2005 i 2008.

## Mecanisme d'acció
És un fàrmac auriculoselectiu. Com altres antiarrítmics classe III, vernakalant bloqueja canals de potassi auriculars, perllongant així la repolarització. El vernakalant difereix dels agents classe III per fer un bloqueig específic d'un tipus de canal de potassi, el pas d'ions potassi s'activa quan hi ha freqüències cardíaques altes. Això vol dir que aquest fàrmac és més eficaç en ritmes cardíacs alts, mentre que altres agents classe III tendeixen a perdre efectivitat en aquestes circumstàncies. Bloqueja lleugerament a més el canal de potassi subtipus HERG, amb tendència a perllongar l'interval QT. Això teòricament pot augmentar el risc de taquicàrdia ventricular, encara que això no sembla per ser clínicament significatiu.
El fàrmac també bloqueja canals de sodi auriculars.
És principalment utilitzat per a conversió ràpida de fibril·lacions auriculars de recent començament (de durada de 3 a 72 hores) .

## Metabolisme
El vernakalant és metabolitzat per les vies renal i hepàtica. Majoritàriament, a través del citocrom CYP2D6 i excretat conjugant amb àcid glucurònid. Posseeix una vida mitjana de 3-4 hores.
La interacció medicamentosa és una dada a tenir en compte. La presa de fàrmacs que inhibeixin col·lateralment aquest citocrom pot afectar la farmacocinètica de vernakalant acumulant-se, com són amiodarona, fluoxetina, duloxetina i l'haloperidol. Per contra, amb inductors de dit citocrom com la rifampicina, s'eliminaria vernakalant amb major rapidesa

## Ús en fibril·lació auricular
La fibril·lació auricular és possible revertir-la mitjançant dos tipus d'estratègies: el control de ritme (reversió a ritme sinusal) i el control de freqüència (baixar la freqüència cardíaca). En linees generals, preferentment en aquells pacients d'edat inferior a 65 anys o amb baixa càrrega de comorbiditats associades s'opta pel control del ritme; mentre que en cas contrari es prefereix el control de freqüència.
En els casos de control de ritme, la reversió a ritme sinusal es pot assolir mitjançant la cardioversió elèctrica amb la desfibril·lació, o la cardioversió farmacològica.
Dins de la cardioversió farmacològica, la societat europea de cardiologia en la seva última guia del 2012 sobre el maneig de la fibril·lació auricular indica tres grups de possibilitats farmacològiques segons la malaltia cardíaca estructural: 
- Ausent: Les possibilitats terapèutiques són flecainida, ibutilide, proprafenona o vernakalant o estratègia de "pastilla en butxaca / pill in the pocket" amb flecainida o propafenona.
- Moderada (presència d'hipertensió arterial, cardiopatia hipertensiva o isquèmica): El vernakalant és l'opció terapèutica de referència en aquest cas.
- Severa (presència d'insuficiència cardíaca, valvulopatia, miocardiopatia hipertròfica obstructiva o restrictiva, pericarditis constrictiva, o interval QRS> 140 mil·lisegons): L'amiodarona és l'opció terapèutica de referència en aquest cas.

En cas de fallada de la cardioversió farmacològica, es passa a la cardioversió elèctrica com a mètode d'elecció o fins i tot seria possible el control de freqüència mitjançant fàrmacs cronotrópics negatius com els betabloquejants.
Vernakalant ha demostrat que reverteix a ritme sinusal en un temps mitjà de 8-10 minuts, en comparació amb flecaïnida (temps mitjà entre 150-200 minuts) i amiodarona (700-800 minuts). La seva eficàcia augmenta com menor sigui el temps de durada de la fibril·lació auricular a causa de la remodelació que va patint el teixit auricular durant l'episodi. El seu ús pot reduir el temps mitjà d'hospitalització dels pacients en els serveis d'urgències, i amb això prendre decisions amb més rapidesa fins i tot en els casos que el vernakalant sigui ineficaç.
Aquest fàrmac no sol estar disponible a la majoria dels hospitals a causa del seu gran cost econòmic unitari, en contra posició a l'amiodarona, la flecaïnida i la propafenona amb un cost molt inferior. L'ús de Vernakalant a falta d'estudis cost benefici podria implicar un estalvi en el maneig de la fibril·lació auricular a través de reducció de costos indirectes en disminuir enormement l'estada del pacient en els serveis d'urgències.

## Posologia
S'administra en aquells pacients que presentin indicació, una dosi inicial en infusió de 3 mg / kg en 10 minuts. Després d'això, 15 minuts d'observació. En cas de no reversió a ritme sinusal, s'administraria una segona dosi de 2mg / kg en infusió durant 10 minuts. Davant de qualsevol efecte advers de gravetat, la infusió ha de ser suspesa.
En tota la teràpia, el pacient ha d'estar sota monitoratge holter continu i electrocardiograma de 12 derivacions cada 5 minuts.

## Efectes secundaris
S'han descrit reaccions adverses com la disgèusia, esternuts, parestèsies, hipotensió, bradicàrdia i aleteig auricular. L'augment de l'interval QT així com altres efectes sobre la capacitat ventricular són menys probables a causa de l'auriculoselectivitat d'aquest fàrmac.